# Potok (żupania sisacko-moslawińska)
Potok – wieś w Chorwacji, w żupanii sisacko-moslawińskiej, w gminie Popovača. W 2011 roku liczyła 756 mieszkańców.